# 非カルケドン派正教会
非カルケドン派正教会（ひカルケドンはせいきょうかい、英語: Non-Chalcedonian Orthodox Churches）とは、カルケドン公会議（第四全地公会議）の決議を不服として成立した諸教会（アルメニア使徒教会、コプト正教会、シリア正教会など）の総称。
「非カルケドン派」の名称により、コンスタンティノープル総主教を名誉的なトップとし「ギリシャ正教」とも呼ばれる正教会及びカトリック教会（カルケドン派）と区別される。
他にも様々な呼び名があり、オリエンタル・オーソドックス（オリエント正教、英語: Oriental Orthodox）、非カルケドン派教会（ロシア語: Дохалкидонские церкви）、古東方教会（ロシア語: Древневосточные Церкви）、古オリエント教会（イタリア語: Chiese orientali antiche, ドイツ語: Altorientalische Kirchen）等と呼ばれる。

キリスト教諸教派の成立の概略を表す樹形図。更に細かい分類方法と経緯があり、この図はあくまで概略を示すものである。

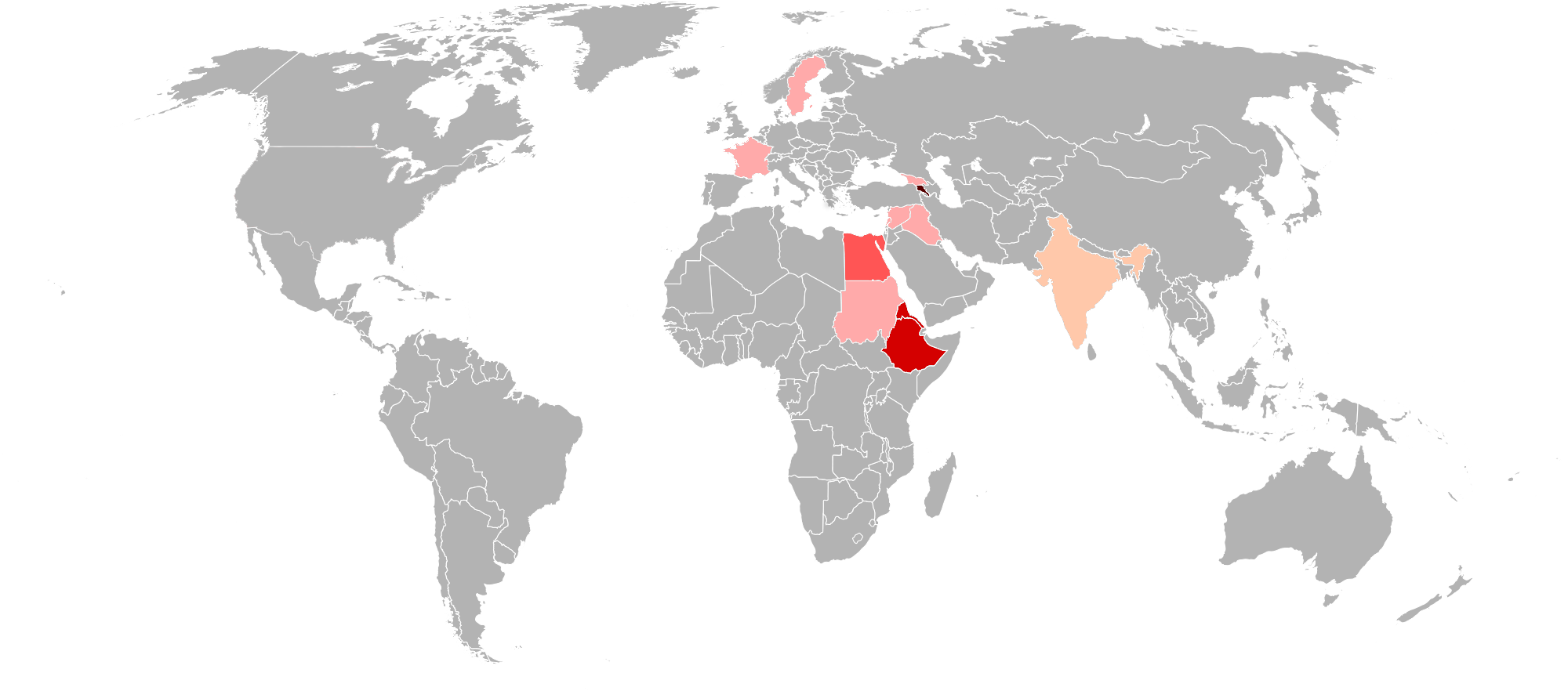
非カルケドン派正教会信者の国別分布
主要宗教 (75%以上)
主要宗教 (50～75%)
少数派ではあるが重要な宗教 (20～50%)
少数派ではあるが重要な宗教 (5～20%)
少数派 (1～5%)
僅かな少数派であるが (1%未満)、独立教会がある地域

日本では便宜的な名称として東方諸教会、東方正統教会等と呼んでいる事例がある。なお、「東方諸教会」には、エフェソス公会議で既に分れていた（つまり「非エフェソス派教会」であって「非カルケドン派教会」ではない）ネストリウス派（アッシリア東方教会など）が含まれることがある（この場合、非カルケドン派＋ネストリウス派＝東方諸教会）。

## 概要

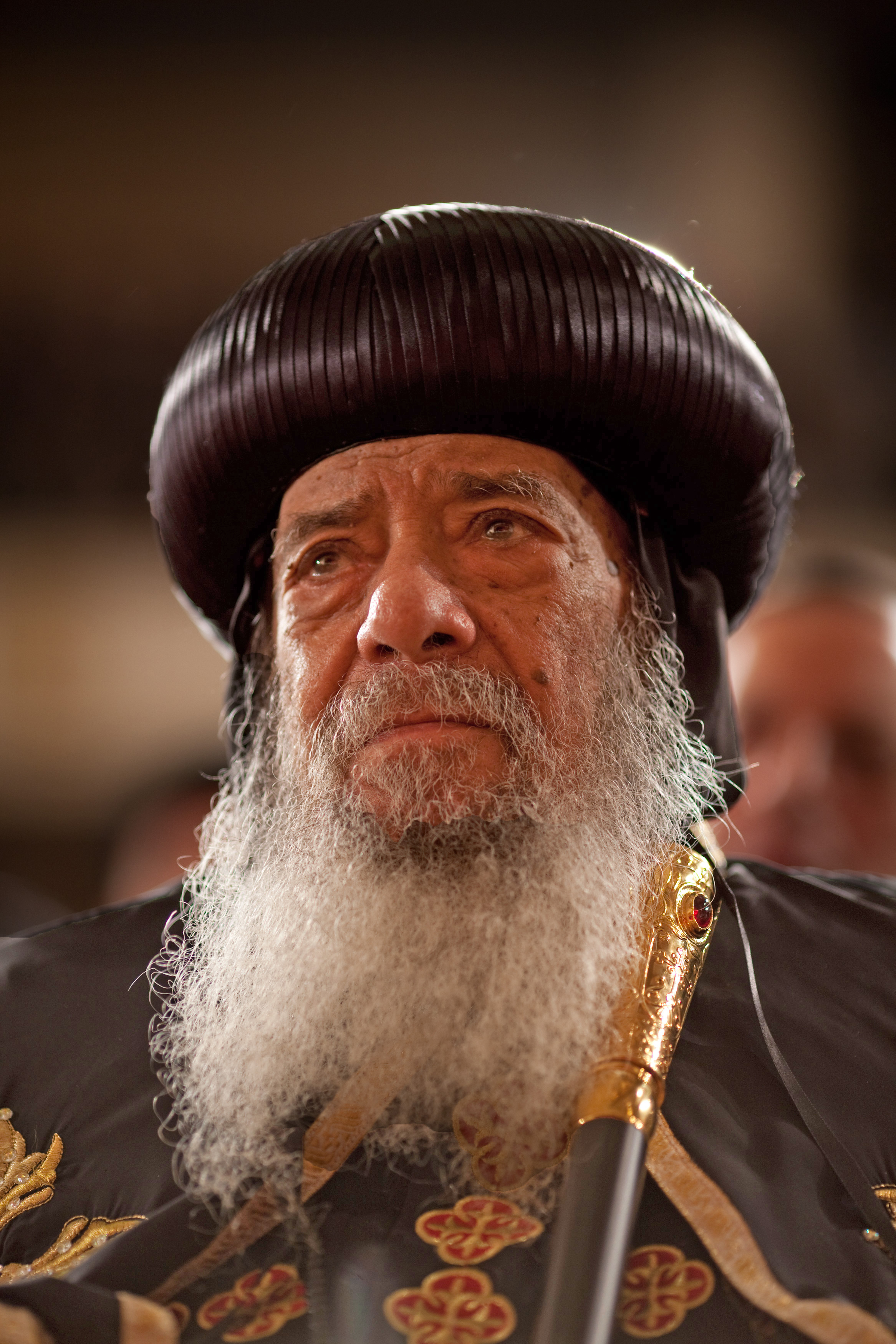
シェヌーダ3世：コプト正教会の教皇アレクサンドリア総主教

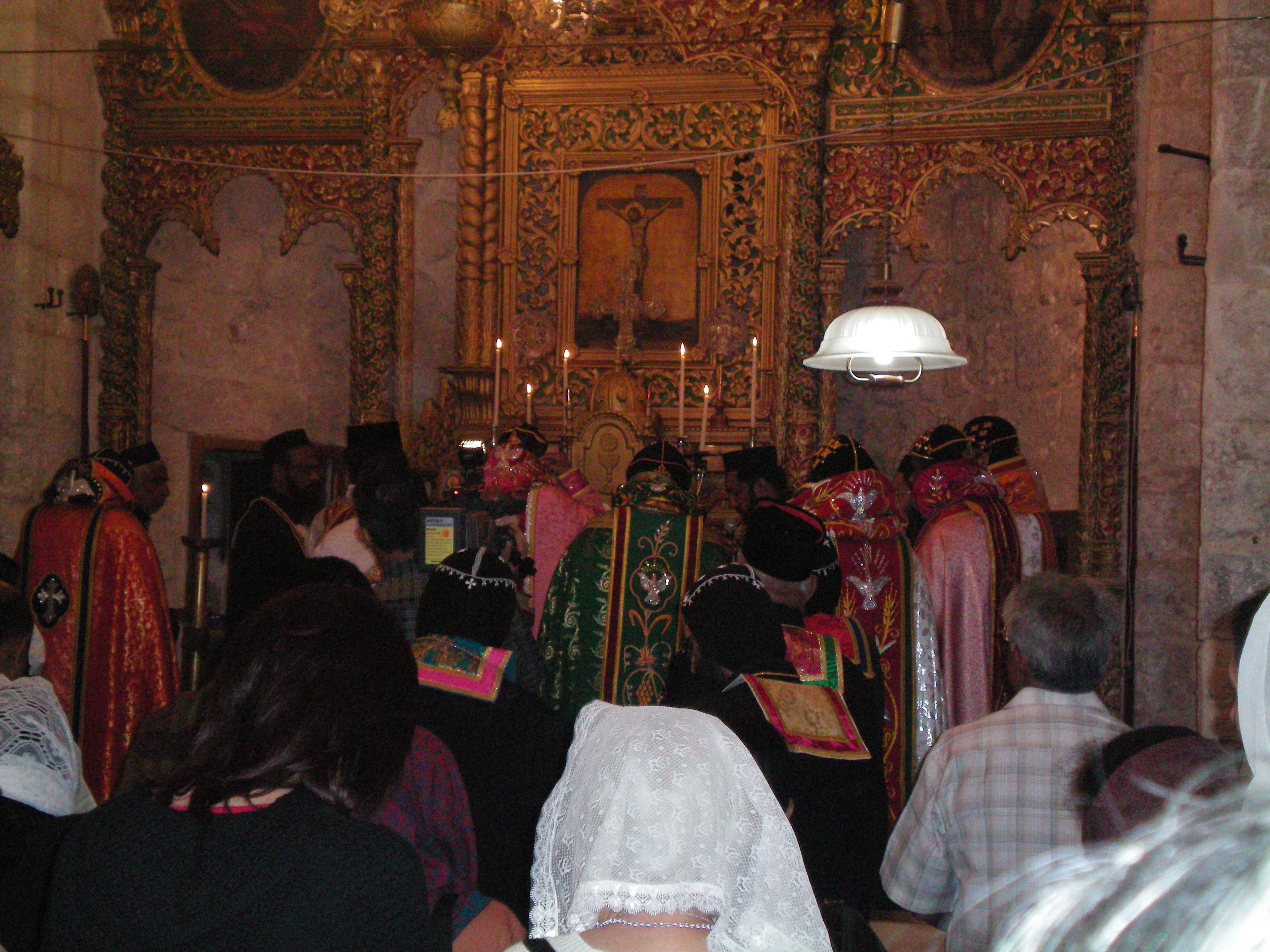
エルサレム聖マルコ修道院における聖体礼儀（シリア正教会）

カルケドン公会議でカルケドン派正教会およびカトリック教会から分かれたアルメニア、コプト（エジプト）、シリアの3教会と、その流れを汲む諸教会である。主に中東に存在する。規模は小さいものではなく、中東など各地域において伝統的な教派の一つとなっている。アルメニア使徒教会は世界で初めて国教とされたキリスト教会である。
教義は合性論の立場に立ち、単性論を否定、両性論もネストリウス派寄りと見なし否認する。カルケドン派の諸教会からは、しばしば「単性論教会」と呼ばれるが、非カルケドン派教会は単性論をコンスタンティノープルのエウテュケスの主張に限定しており、「単性論教会」の名称は自称として用いられることはない上に、いささか蔑称としてのニュアンスも含まれていると捉える。非カルケドン派は中立的な呼び名である。
非カルケドン派正教会とカルケドン派正教会とは、祭服の形・典礼（奉神礼）の形式などに多くの共通点があり、見た目に似通っている部分も少なくない。両教会が東方教会と総称される所以である。カルケドン公会議以前の伝統は非カルケドン派正教会とカルケドン派正教会の両正教会に受け継がれて尊重されている。
近世以降、カトリック教会の勢力拡大に伴い、非カルケドン派正教会の一部は儀礼様式を保ちつつカトリック教会の教義を受け入れてローマ教皇庁の傘下に入り、東方典礼カトリック教会となった。
現代、非カルケドン派正教会とカルケドン派正教会との関係深化の話し合いは、東西教会の関係深化の話し合いよりは比較的順調に進められている。

## 非カルケドン派正教会の一覧
以下に非カルケドン派正教会の一覧と概説を挙げる。詳細はそれぞれの教会の項目を参照。
- アルメニア使徒教会（アルメニア正教会）－世界で初めて国教とされたキリスト教会。
- コプト正教会－古代五総主教座の一つアレクサンドリア教会の流れを汲む。
  - エチオピア正教会－コプト正教会から独立。全東方諸教会中最大の規模を誇る。
    - エリトリア正教会（英語版）－エチオピア正教会から独立。
- シリア正教会－古代五総主教座の一つアンティオキア教会の流れを汲む。
  - インドにおける非カルケドン派－ネストリウス派が先に伝道（トマス派参照）して、のちにシリア正教会の傘下に入った歴史を持つ。総称してインド正教会とも呼ばれる。
    - ヤコブ派シリア・キリスト教会（Jacobite Syrian Christian Church）
    - マランカラ・シリア正教会（Malankara Orthodox Syrian Church）